# Славич, Йоан
Йоан Славич (Иоан Славич, Ион Славич; рум. Ioan Slavici; 18 января 1848 — 17 августа 1925) — румынский прозаик, драматург и журналист.

## Биография
Родился 18 января 1848 года в трансильванском селе Ширия, тогда входившему в состав Австро-Венгерской империи. Окончил гимназию в Тимишоаре. В 1868 году поехал в Будапешт для продолжения учёбы, но, не имея средств, вынужден был вернуться домой, где он нанялся на работу к нотариусу. В 1871 году он уехал на учёбу в Вену, где познакомился с Эминеску, который помог ему сделать первые шаги в литературе (комедия «Дочка сельского старосты», 1871 и несколько литературных сказок). В 1872 году снова из-за недостатка средств прервал учёбу. В ноябре 1874 года переехал в Яссы, а оттуда через два года — в Бухарест. С 1874 по 1881 год написал несколько рассказов и повестей, принесших ему популярность (наибольшую: повесть «Сельская мельница») Они вышли в 1881 году сборником под названием «Новеллы из жизни народа». В отличие от литературных произведений своих соотечественников, повествующих о прошлых веках, Славич пишет о своих современниках. Он не прикрывает картины классового расслоения деревни, различия между бедными и богатыми. Жажда обогащения и утрата человеческих достоинств,— главное, по его словам, что двигает людьми. Он показывает реальные конфликты, происходящие в деревне и прежде: эксплуатация бедных сельчан богатыми. В 1884 году Славич возвращается в Трансильванию, где в течение шести лет руководит в городе Сибиу изданием газеты «Трибуна». На её страницах он пропагандирует в литературе «народный реализм», то есть правдивое отображение жизни, использование в литературе народного языка, вопреки доводам приверженцев «латинской школы», которые требовали латинизации румынского языка, пусть даже и исказив его. Также Славич выступал за культурное сближение всех румын в мире. Он писал, что писатели должны ставить перед собой высоконравственные цели, чтобы писатели уделяли прежде всего внимание жизни народа, его потребностям и наболевшим вопросам. Своими убеждениями и высказываниями Славич, неоднократно вступал в конфликт с властями Австро-Венгрии, а в 1888 году был осуждён на годичное тюремное заключение.
В 1890 году Славич возвращается в Бухарест, где стал высказываться против объединения Трансильвании и Румынии. Говоря о распущенности нравов в Румынии, продолжал выступать за культурное сближение. В 1894 году начал редактировать журнал «Ватра», совместно с Кошбуком и Караджале. С 1890 по 1907 год им создан ряд романов, лучшим из них признают: «Мара» (1906, отдельные части опубликовались с 1894 года). В романе показана жизнь небольшого трансильванского городка, в нём мирно живут вместе румыны, венгры и немцы. Рыночная торговка Мара, оставшись вдовой, много трудится ради своих детей, но в действительности она подчинилась уже страсти к обогащению. Целеустремленной растет её дочь, но она жертвует всем не ради денег, а ради любви. В «Маре» Славич также очень точно передал своеобразный провинциальный быт Трансильвании тех лет.
В 1907 году Славич был впечатлён и откликнулся на крестьянское восстание. В 1909 году сотрудничает с прогерманской прессой. А в период первой мировой войны, высказывался за союз с Германией и Австро-Венгрией, что противоречило политики Румынии, а потом и вступившей в войну в 1916 году на стороне Антанты. После оккупации Румынии сотрудничал с оккупационными властями. В 1919 году за свою коллаборационную деятельность получил новый срок тюремного заключения. В тюрьме сблизился с социалистами, после освобождения сотрудничал с социалистической прессой. Также после освобождения написал публицистические книги: «Мои тюрьмы» (1921), «Воспоминания» (1924) и «Мир, в котором я прожил» (последние два тома вышли уже после смерти Славича — в 1929 и 1930 годах), историческая драма «Гаспар Грациани» и несколько романов. 17 августа 1925 года в городе Панчу Славич скончался.

### Комедии
- Fata de birău (1871)
- Toane sau Vorbe de clacă (1875)
- Polipul unchiului (1875)

### Исторические драмы
- Bogdan Vodă (1876)
- Gaspar Graziani (1888)

### Повести
- Zâna Zorilor
- Florița din codru
- Doi feți cu stea în frunte
- Păcală în satul lui
- Spaima zmeilor
- Rodul tainic
- Ileana cea șireată
- Ioanea mamei
- Petrea prostul
- Limir-Împărat
- Băiet sărac
- Împăratul șerpilor
- Doi frați buni
- Băiat sărac și horopsit
- Nărodul curții
- Negru împărat
- Peștele pe brazdă
- Stan Bolovan
- Boierul și Păcală

### Рассказы
- Popa Tanda (1873)
- Scormon (1875)
- La crucea din sat (1876)
- Crucile roșii (1876)
- O viață pierdută (1876)
- Gura satului (1878)
- Budulea Taichii (1880)
- Счастливая мельница / Moara cu noroc (1880)
- Pădureanca (1884)
- Comoara (1896)
- Vatra părăsită (1900)
- La răscruci (1906)
- Pascal, săracul (1920)

### Романы
- Mara (1894)
- Din bătrâni (1902)
- Din bătrâni. Manea (1905)
- Corbei (1906)
- Din două lumi (1920)
- Cel din urmă armaș (1923)
- Din păcat în păcat (1924)

### Мемуары
- Fapta omenească. Scrisori adresate unui tânăr (1888—1889)
- Serbarea de la Putna (1903)
- Închisorile mele (1920)
- Amintiri (1924)
- Lumea prin care am trecut (1924)

### Экранизации произведений
- La 'Moara cu noroc' (1957) по повести «Счастливая мельница» (номинация на Золотую пальмовую ветвь Каннского кинофестиваля)
- Dincolo de pod (1977) по роману «Мара»
- Pădureanca (1987) по одноимённому рассказу
- Orizont (2015) по повести «Счастливая мельница»[5]

На русском языке:
- Славич, И. — Клад. Счастливая мельница. — М: Гос. изд. худ. лит., 1954, 224 стр.
- Славич, И. — Флорица из дремучего леса. — Киш: Изд. И. Крянгэ., 1974, 182 стр.
- Славич, И. — Счастливая мельница. (в сб. Василе Александри. Стихотворения. Михай Эминеску. Стихотворения. Джеордже Кошбук. Стихотворения. Ион Лука Караджале. Потерянное письмо. Рассказы. Иоан Славич. Счастливая мельница (серия Библиотека Всемирной Литературы))- М: Худ. лит., 1975
- Славич, И. — Избранное. — М: Худ. лит., 1980, 462 стр.
- Славич, И. — Лесовичка. — М: Худ. лит., 1988, 528 стр.

На украинском языке:
- Славіч, Й. — Щасливий млин. Скарб — К: Дніпро, 1972, 192 стр.